# Thirty Lies or So
Pour plus de détails, voir Fiche technique et Distribution.
Thirty Lies or So (約三十の嘘, Yaku Sanju no Uso) est un film japonais réalisé par Kentarō Ōtani, sorti le 18 décembre 2004.

## Synopsis
Un gang de cinq voleurs s'enfuit en prenant un train de nuit après avoir fait un gros coup. Mais, juste au moment où ils pensent être à l'abri, ils se rendent compte qu'une femme, Takarada, est aussi passagère sur ce train. Il se trouve qu'elle est la fille qui avait trahi les escrocs trois ans auparavant. Un fait qui attire beaucoup de suspicions lorsque l'argent qu'ils ont volé, disparaît soudainement...

## Fiche technique
- Titre : Thirty Lies or So
- Titre original : 約三十の嘘 (Yaku Sanju no Uso)
- Réalisation : Kentarō Ōtani
- Scénario : Aya Watanabe et Kentarō Ōtani
- Production : Inconnu
- Musique : Inconnu
- Photographie : Inconnu
- Montage : Inconnu
- Pays d'origine : Japon
- Format : Couleurs - 1,85:1 - Dolby Digital - 35 mm
- Genre : Comédie
- Durée : 100 minutes
- Date de sortie : 18 décembre 2004

## Distribution
- Kippei Shiina : Shikata
- Miki Nakatani : Takarada
- Satoshi Tsumabuki : Sasaki
- Seiichi Tanabe : Kutsunai
- Norito Yashima : Yokoyama
- Anri Ban : Imai